# Кубок мира по конькобежному спорту 2020/2021 (этап 2)
Второй этап Кубка мира по конькобежному спорту в сезоне 2020/2021 прошёл с 29 по 31 января 2021 года на катке Тиалф, Херенвен, Нидерланды. Забеги проводились на дистанциях 500, 1000 метров, 1500 метров, масс-старте, командной гонке, а также на 3000 метров у женщин и 5000 метров у мужчин.
Это был последний этап сезона 2020/2021. Такое положение сложилось из-за пандемии коронавируса (первые четыре этапа были отменены). По решению ИСУ оба этапа, а также предшествовавший им чемпионат Европы и последующий чемпионат мира чемпионат мира на отдельных дистанциях будут проведены в течение месяца в Херенвене.

## Призёры

### Мужчины
| Дистанция       | Забеги    | Золото                                                                        | Время           | Серебро                                               | Время            | Бронза                                                        | Время           |
| 500 м           | 1-й забег | Павел Кулижников · Россия                                                     | 34,47           | Лоран Дюбрёй · Канада                                 | 34,52            | Артём Арефьев · Россия · Дай Дай Нтаб · Нидерланды            | 34,588          |
| 500 м           | 2-й забег | Роналд Мюлдер · Нидерланды                                                    | 34,55           | Хейн Оттерспер · Нидерланды                           | 34,590           | Лоран Дюбрёй · Канада                                         | 34,594          |
| 1000 м          |           | Кай Вербей · Нидерланды                                                       | 1:07,58         | Томас Крол · Нидерланды                               | 1:07,35          | Лоран Дюбрёй · Канада                                         | 1:08,18         |
| 1500 м          |           | Томас Крол · Нидерланды                                                       | 1:43,42         | Кьелд Нёйс · Нидерланды                               | 1:44,22          | Патрик Руст · Нидерланды                                      | 1:44,75         |
| 5000 м          |           | Патрик Руст · Нидерланды                                                      | 6:05,95         | Нильс ван дер Пул · Швеция                            | 6:08,39          | Сергей Трофимов · Россия                                      | 6:10,86         |
| Командная гонка |           | Норвегия · Хальгейр Энгебротен · Аллан Даль Йоханссон · Сверре Лунде Педерсен | 3:39,08 TR      | Канада · Джордан Бельчос · Тед-Ян Блумен · Коннор Хоу | 3:39,94          | Россия · Данила Семериков · Сергей Трофимов · Даниил Алдошкин | 3:41,40         |
| Масс-старт      |           | Йоррит Бергсма · Нидерланды                                                   | 7:43,47 63 очка | Барт Свингс · Бельгия                                 | 7:45,08 40 очков | Ливио Венгер · Швейцария                                      | 7:45,21 22 очка |

### Женщины
| Дистанция       | Забеги    | Золото                                                    | Время          | Серебро                                                    | Время           | Бронза                                                       | Время            |
| 500 м           | 1-й забег | Фемке Кок · Нидерланды                                    | 37,23          | Ангелина Голикова · Россия                                 | 37,29           | Ванесса Херцог · Австрия                                     | 37,40            |
| 500 м           | 2-й забег | Фемке Кок · Нидерланды                                    | 37,33          | Ангелина Голикова · Россия                                 | 37,37           | Дарья Качанова · Россия                                      | 37,63            |
| 1000 м          |           | Бриттани Боу · США                                        | 1:13,96        | Ангелина Голикова · Россия                                 | 1:14,05         | Фемке Кок · Нидерланды                                       | 1:14,47          |
| 1500 м          |           | Бриттани Боу · США                                        | 1:53,45        | Антоинетте де Йонг · Нидерланды                            | 1:53,81         | Ирен Вюст · Нидерланды                                       | 1:54,22          |
| 3000 м          |           | Наталья Воронина · Россия                                 | 3:56,85 TR     | Антоинетте де Йонг · Нидерланды                            | 3:58,90         | Ирен Схаутен · Нидерланды                                    | 4:00,15          |
| Командная гонка |           | Канада · Ивани Блонден · Изабель Вайдеман · Валери Мальте | 2:54,64 TR     | Нидерланды · Антоинетте де Йонг · Ирен Схаутен · Ирен Вюст | 2:55,58         | Норвегия · Марит Фьеллангер Бём · Ида Ньотун · Рагне Виклунд | 2:58,22          |
| Масс-старт      |           | Ирен Схаутен · Нидерланды                                 | 8:21,75 60чков | Ивани Блонден · Канада                                     | 8:21,77 41 очко | Елизавета Голубева · Россия                                  | 8:22,03 10 очков |